# Sphaeropsis
Sphaeropsis Sacc. – rodzaj grzybów z klasy Dothideomycetes. Grzyby mikroskopijne, pasożyty roślin.

## Systematyka i nazewnictwo
Pozycja w klasyfikacji według Index Fungorum
Botryosphaeriaceae, Botryosphaeriales, Incertae sedis, Dothideomycetes, Pezizomycotina, Ascomycota, Fungi.
Taksonomia
Takson ten utworzył w 1880 r. Pier Andrea Saccardo. Synonim: Sphaeropsis Lév. 1842.
Niektóre gatunki występujące w Polsce
- Sphaeropsis betulae Cooke 1885
- Sphaeropsis sapinea (Fr.) Dyko & B. Sutton 1980
- Sphaeropsis sumachi (Schwein.) Cooke & Ellis 1876

Nazwy naukowe na podstawie Index Fungorum. Wykaz gatunków występujących w Polsce według W. Mułenki i in.